# Manitoba Census Division No. 12
Die Census Division No. 12 in der kanadischen Provinz Manitoba gehört zur Southeast Region. Sie hat eine Fläche von 1856,7 km² und 23.863 Einwohner (Stand: 2016). 2011 betrug die Einwohnerzahl 21.830.

## Census Subdivisions
Im Folgenden die "Census Subdivisions" („Zensus-Untergliederungen“) der Division No. 12 mit Stand vom Census 2016.
- Beausejour (Town)
- Brokenhead (Rural municipality)
- Springfield (Rural municipality)